# Prima Lega 2007-2008 (pallacanestro)
La Prima Lega 2007-2008 è stato il campionato nazionale di terzo livello della pallacanestro in Svizzera.

## Turno preliminale

### Gruppo 1
Rang Equipe m. g. p. f. mar. enc. diff. pts Confr. 
1. BBC Collombey-Muraz 8 6 2 0 604 501 +103 12 4m 4pts +17
2. RE/MAX Morges Basket 8 6 2 0 560 474 +86 12 4m 4pts -6
3. Renens Basket 8 6 2 0 597 500 +97 12 4m 4pts -11
4. Genève Pâquis-Seujet 8 1 7 0 466 585 -119 2 2m 2pts +7
5. Echallens BBC 8 1 7 0 493 660 -167 2 2m 2pts -7

### Gruppo 2
Rang Equipe m. g. p. f. mar. enc. diff. pts Confr. 
1. Académie Fribourg Olympic 8 8 0 0 860 612 +248 16
2. BC Olten-Zofingen 8 6 2 0 649 608 +41 12
3. Phoenix Basket Regensdorf 8 2 6 0 720 713 +7 4 4m 4pts +40
4. Bulle Basket 8 2 6 0 614 767 -153 4 4m 4pts -16
5. La Chaux-de-Fonds Basket 8 2 6 0 639 782 -143 4 4m 4pts -24

### Gruppo 3
Rang Equipe m. g. p. f. mar. enc. diff. pts Confr. 
1. Breganzona Basket Club 8 7 1 0 743 635 +108 14
2. BC Denti Della Vecchia 8 4 4 0 512 522 -10 8
3. Sion Basket 8 3 5 0 562 601 -39 6 2m 4pts +13
4. BBC Brig 8 4 3 1 561 609 -48 6 2m 0pt -13
5. Star Gordola 8 2 6 0 639 650 -11 4

## Turno intermedio

### Gruppo A
Rang Equipe m. g. p. f. mar. enc. diff. pts Confr. 
1. Académie Fribourg Olympic 16 15 1 0 1525 1096 +429 30
2. Renens Basket 16 12 4 0 1301 1100 +201 24
3. BBC Collombey-Muraz 16 11 5 0 1203 1027 +176 22
4. RE/MAX Morges Basket 16 10 6 0 1242 1156 +86 20
5. BC Olten-Zofingen 16 9 7 0 1233 1215 +18 18
6. Breganzona Basket Club 16 7 9 0 1233 1342 -109 14
7. Phoenix Basket Regensdorf 16 6 10 0 1248 1300 -52 12
8. BC Denti Della Vecchia 16 2 13 1 959 1370 -411 2
9. Sion Basket 16 0 16 0 973 1311 -338 0

### Gruppo B
Rang Equipe m. g. p. f. mar. enc. diff. pts Confr. 
1. La Chaux-de-Fonds Basket 10 8 2 0 923 793 +130 16
2. BBC Brig 10 6 4 0 851 797 +54 12
3. Star Gordola 10 4 6 0 785 744 +41 8 6m 6pts +76
4. Bulle Basket 10 4 6 0 737 819 -82 8 6m 6pts -15
5. Echallens BBC 10 4 6 0 759 835 -76 8 6m 6pts -26
6. Genève Pâquis-Seujet 10 4 6 0 739 806 -67 8 6m 6pts -35

## Playoff

### Match 1
1365 08.05.2008 20h30 BBC Collombey-Muraz Académie Fribourg Olympic 76-87 (36-42) 

### Match 2
1366 24.05.2008 14h30 Académie Fribourg Olympic BBC Collombey-Muraz 87-73 (46-40) 

### Match 1
1361 25.04.2008 20h00 RE/MAX Morges Basket Académie Fribourg Olympic 67-84 (31-39)

1362 24.04.2008 20h30 BBC Collombey-Muraz Renens Basket 62-55 (31-31)

### Match 2
1363 30.04.2008 20h30 Académie Fribourg Olympic RE/MAX Morges Basket 114-69 (53-42)

1364 03.05.2008 17h30 Renens Basket BBC Collombey-Muraz 56-67 (34-43) 

### Match 1
1353 12.04.2008 14h30 Académie Fribourg Olympic BC Denti Della Vecchia 116-66 (57-38)

1356 12.04.2008 17h30 Star Gordola RE/MAX Morges Basket 62-78 (33-38)

1354 13.04.2008 17h30 Phoenix Basket Regensdorf Renens Basket 63-74 (36-34)

1355 12.04.2008 14h00 BBC Collombey-Muraz Breganzona Basket Club 92-50 (46-26)

### Match 2
1357 20.04.2008 15h00 BC Denti Della Vecchia Académie Fribourg Olympic 49-105 (31-58)

1360 20.04.2008 15h00 RE/MAX Morges Basket Star Gordola 76-76 (39-42)

1358 19.04.2008 15h00 Renens Basket Phoenix Basket Regensdorf 79-64 (34-30)

1359 20.04.2008 15h00 Breganzona Basket Club BBC Collombey-Muraz 79-94 (41-47)

### Match 1
1345 30.03.2008 15h30 Sion Basket BC Denti Della Vecchia 76-74 (35-40)

1341 30.03.2008 15h00 Bulle Basket RE/MAX Morges Basket 64-88 (27-37)

1342 30.03.2008 19h00 BC Olten-Zofingen Star Gordola 98-87 (43-47)

1346 30.03.2008 15h00 La Chaux-de-Fonds Basket Phoenix Basket Regensdorf 82-82 (39-44)

1343 28.03.2008 20h30 BBC Collombey-Muraz Echallens BBC 83-62 (40-35)

1344 30.03.2008 15h00 BBC Brig Breganzona Basket Club 103-91 (43-41)

### Match 2
1351 05.04.2008 15h00 BC Denti Della Vecchia Sion Basket 80-54 (37-22)

1347 04.04.2008 20h30 RE/MAX Morges Basket Bulle Basket 82-76 (42-41)

1348 05.04.2008 17h30 Star Gordola BC Olten-Zofingen 88-66 (39-26)

1352 05.04.2008 15h00 Phoenix Basket Regensdorf La Chaux-de-Fonds Basket 89-72 (38-36)

1349 04.04.2008 20h30 Echallens BBC BBC Collombey-Muraz 50-85 (15-45)

1350 06.04.2008 15h00 Breganzona Basket Club BBC Brig 110-89 (55-42)